# NK Jedinstvo Zagoričani Potočani Dobro
NK Jedinstvo  je bivši bosanskohercegovački nogometni klub iz Zagoričana, Potočana i Dobrog u općini Livno.

## Povijest
Klub je osnovan početkom 1970-ih, a osnovali su ga mještani tri livanjska naselja. Tih godina igrao je u livanjskoj općinskoj ligi.